# Antrophyum novae-caledoniae
Antrophyum novae-caledoniae là một loài dương xỉ trong họ Pteridaceae. Loài này được Hieron. mô tả khoa học đầu tiên năm 1915.